# 生態學期刊
《生態學期刊》（Journal of Ecology）是一份1913年起發行的學術期刊。該前刊每月出版一次，內容為研究植物的生態學。現時，期刊的主編是美國南伊利諾州大學植物生物學系的David J. Gibson。據2012年發佈的期刊引證報告指，《生態學期刊》的影響因子為5.431，在50份屬於「生態學」的期刊中排名第8位。

## 資料來源
1. ↑  .   [2014-05-17]. （原始内容存档于2021-04-22）.

## 外部連結
- 官方网站